# 익산 자명사 대웅전 목조여래좌상
익산 자명사 대웅전 목조여래좌상은 전북특별자치도 익산시 용안면 법성리에 있다. 2002년 5월 30일 익산시의 향토유적 제3호로 지정되었다.

## 개요
고개를 숙인 불신의 형태와 가슴을 넓게 틔운 불의의 모습, 전체적으로 단정하면서도 사각형적인 신체 표현 등으로 볼 때, 이 불상의 조성연대는 조선시대 후기, 약 18세기 경으로 추정된다.

## 참고 자료
- 자명사 대웅전 목조여래좌상 - 익산시 문화관광